# Сировари
Сировари—  село в Україні, у Озернянській сільській громаді Тернопільського району Тернопільської області.  До 2015 року підпорядковане Богданівській сільській раді. Від вересня 2015 року ввійшло у склад Озернянської сільської громади. Раніше називалося Сервири. До Сироварів приєднано х. Яцківці. Розташоване на річці Восушка, на північному заході району. 
Населення — 293 особи (2007).

## Історія
Поблизу села виявлено археологічні пам'ятки черняхівської культури.
Перша писемна згадка — 1542 як Сервіроги. Пізніше стало називатися Сервири.
Діяли «Просвіта» та інші товариства.
12 червня 2020 року, відповідно до розпорядження Кабінету Міністрів України № 724-р «Про визначення адміністративних центрів та затвердження територій територіальних громад Тернопільської області» увійшло до складу Озернянської сільської громади.
19 липня 2020 року, в результаті адміністративно-територіальної реформи та ліквідації Зборівського району, село увійшло до складу Тернопільського району.

## Пам'ятки
Є церква Різдва Пресвятої Богородиці (1888, перенес. з і с. Яцківці цього ж району), «фігура» Пресвятої Богородиці на честь тверезості (1850).
Встановлено 2 пам'ятні хрести в місцях масових поховань померлих від тифу та холери.
В 2020 році проведено реконструкцію храму.

## Соціальна сфера
Працюють ЗОШ 1 ступ., клуб, бібліотека, ФАП, торговельний заклад.

## Відомі люди

### Народилися
- Осип Барвінський - український священик і письменник ,
- С. Годований - журналіст, громадський діяч .

## Галерея

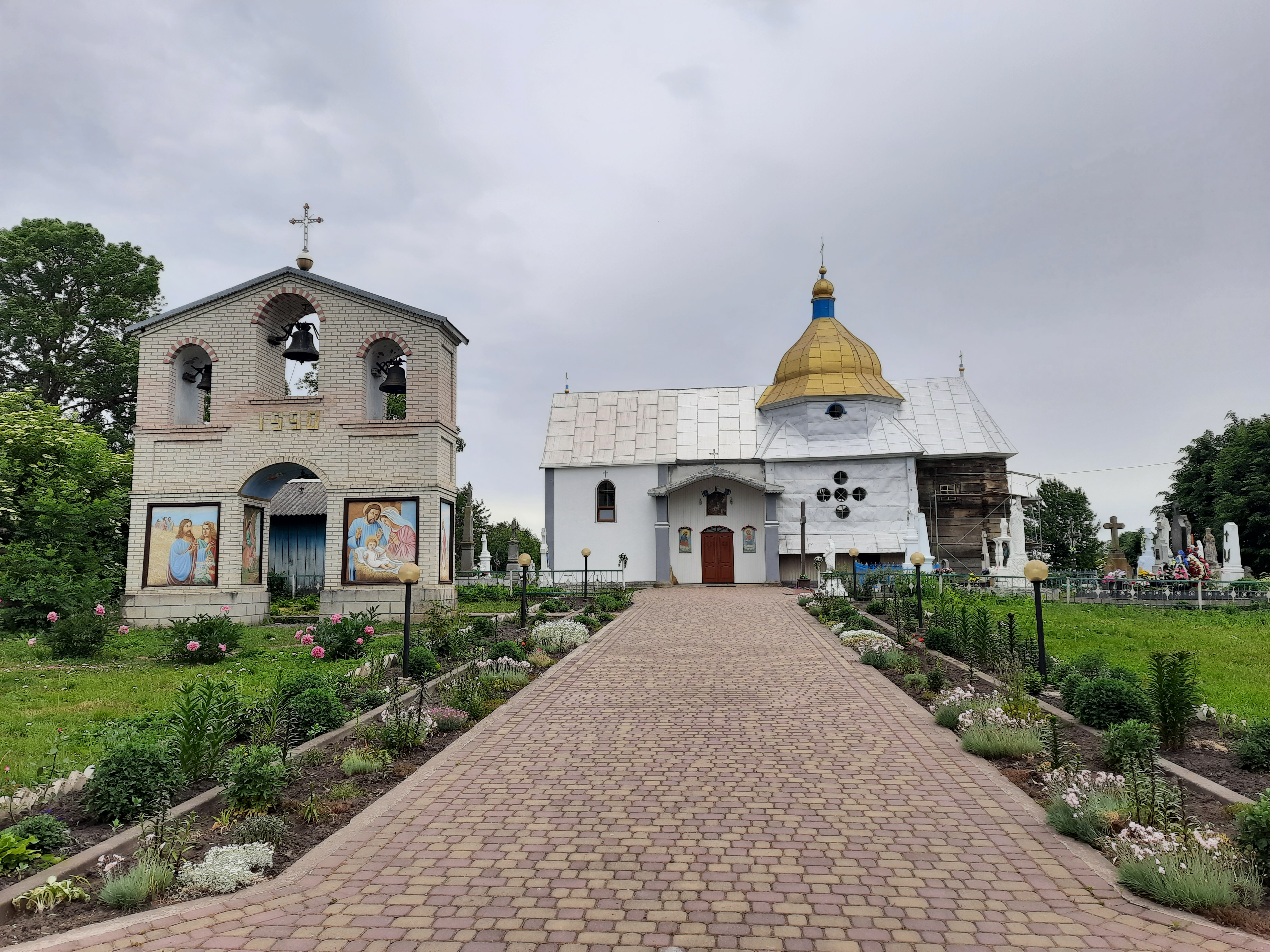
Церква Різдва Пресвятої Богородиці
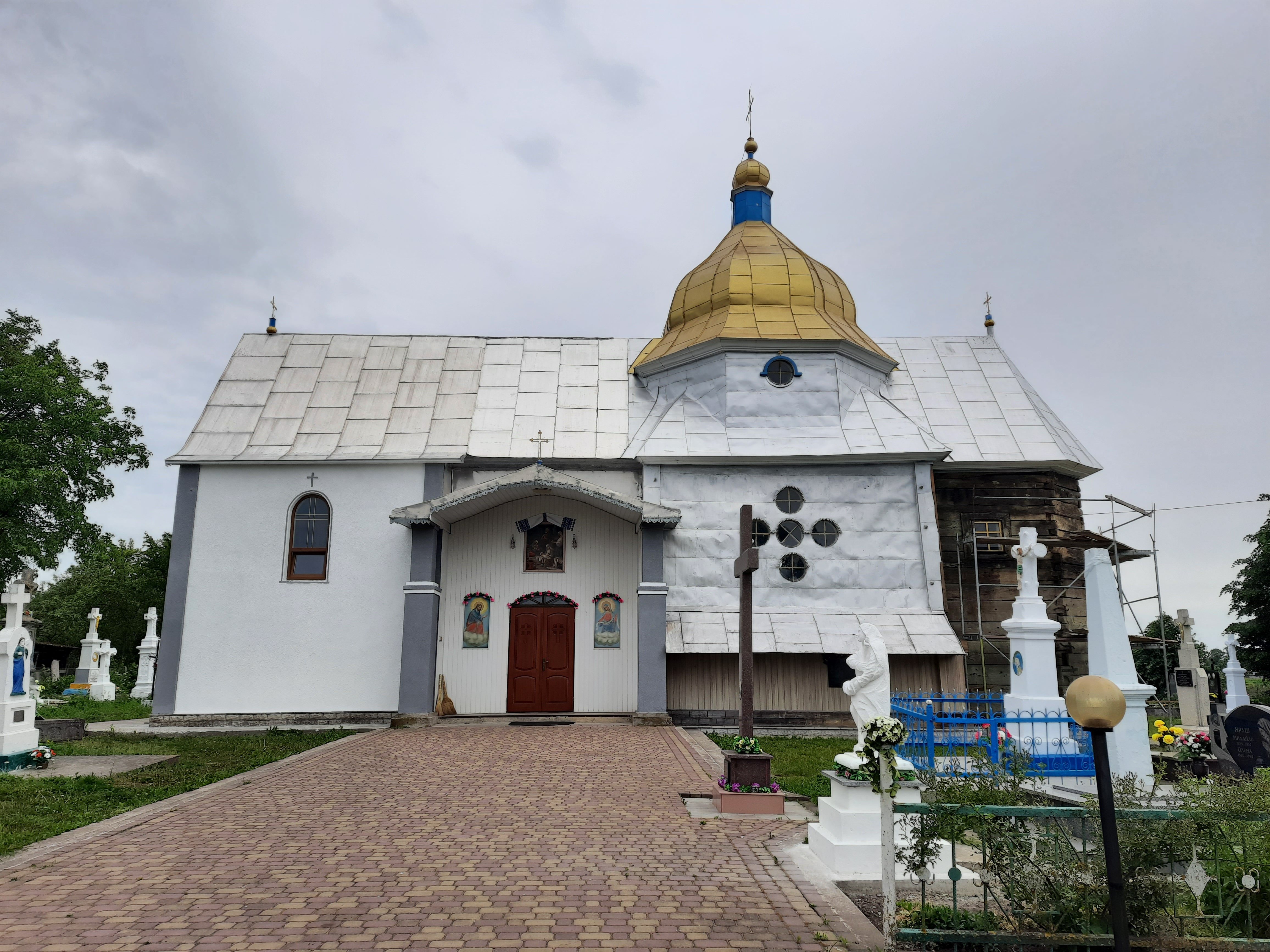
Церква Різдва Пресвятої Богородиці
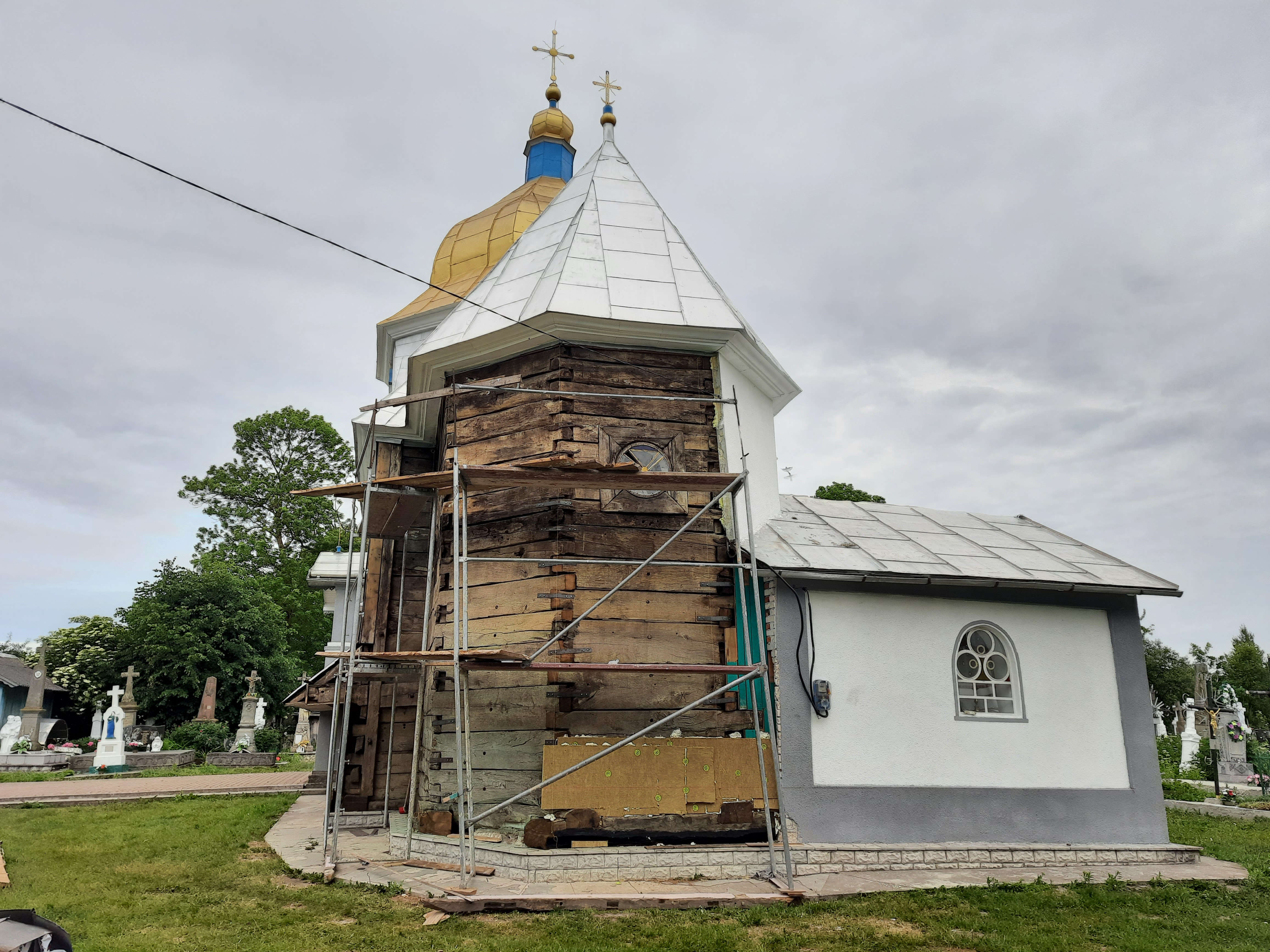
Церква Різдва Пресвятої Богородиці
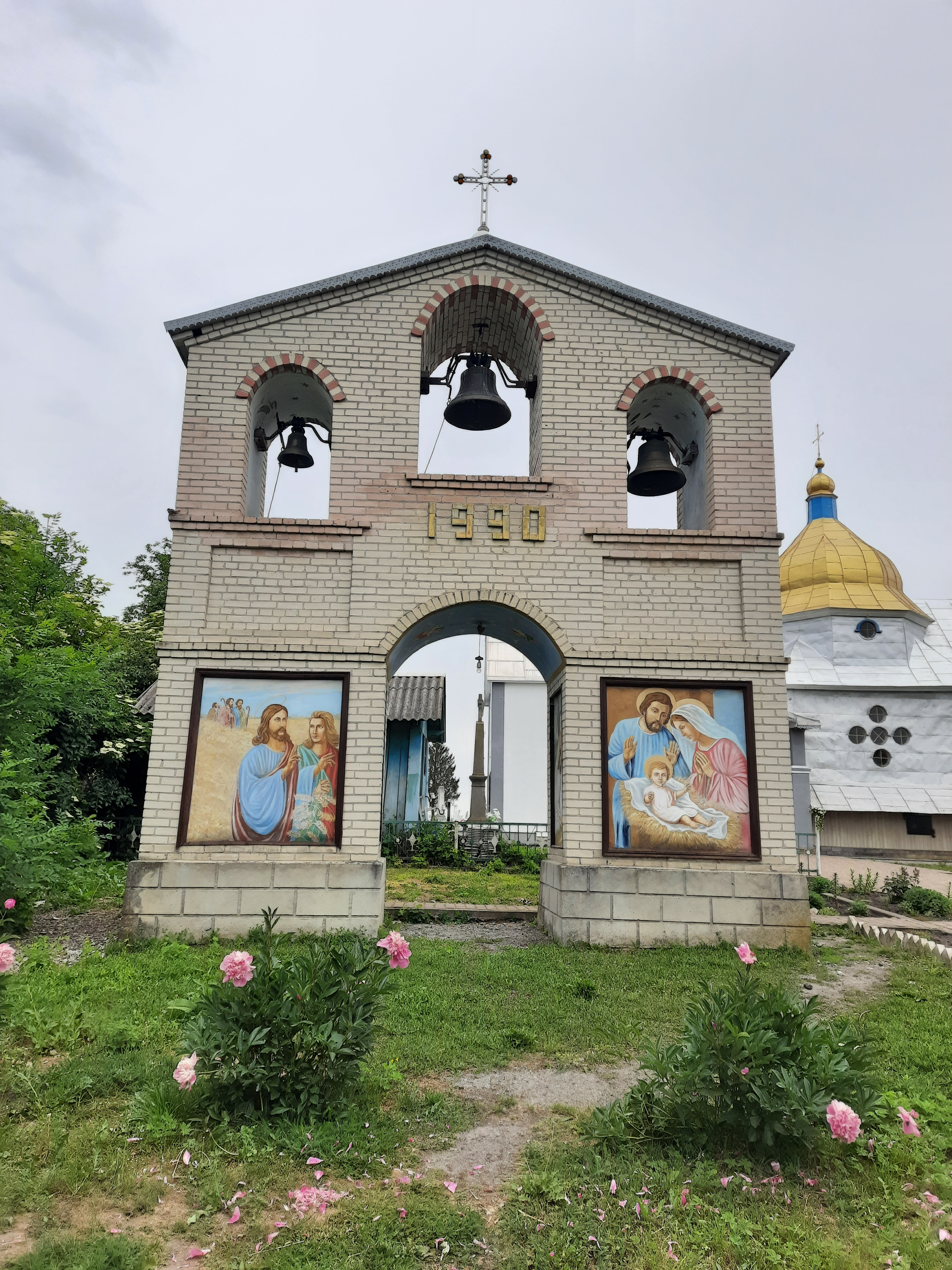
Дзвіниця церкви Різдва Пресвятої Богородиці
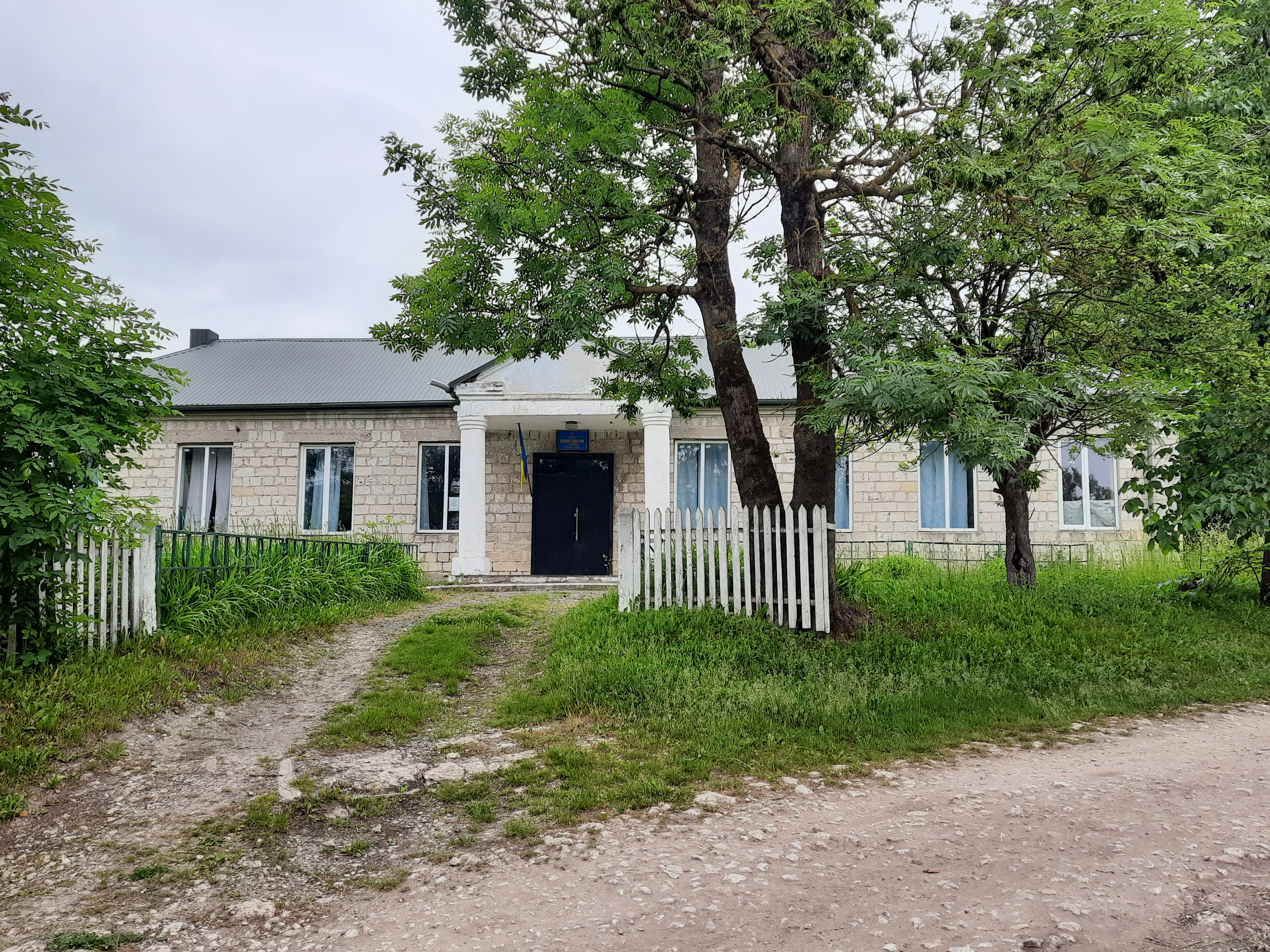
Школа